# Каррера, Луис Альберто
Луис Альберто Каррера Гортасар (исп. Luis Alberto Carrera Gortazar, кат. Luis Alberto Carrera Gortazar, 27 ноября 1948, Гипускоа, Испания) — испанский хоккеист (хоккей на траве), вратарь.

## Биография
Луис Альберто Каррера родился 27 ноября 1948 года в испанской провинции Гипускоа.
Играл в хоккей на траве за «Атлетико» из Сан-Себастьяна.
В 1972 году вошёл в состав сборной Испании по хоккею на траве на Олимпийских играх в Мюнхене, занявшей 7-е место. Играл на позиции вратаря, провёл 6 матчей, пропустил 7 мячей (по два от сборных ФРГ и Великобритании, по одному — от Аргентины и Пакистана).
В 1976 году вошёл в состав сборной Испании по хоккею на траве на Олимпийских играх в Монреале, занявшей 6-е место. Играл на позиции вратаря, провёл 6 матчей, пропустил 9 мячей (три от сборной Бельгии, по два — от Пакистана и Новой Зеландии, по одному — от ФРГ и Малайзии).